# Mistrzostwa Świata w Narciarstwie Klasycznym 1954
Mistrzostwa Świata w Narciarstwie Klasycznym 1954 miały miejsce w dniach 13–21 lutego 1954 w szwedzkim Falun. Były to pierwsze mistrzostwa w których startowały kobiety. Wtedy też skrócono dystans 18 do 15 km i przywrócono bieg na 30 km, wycofany w 1926. Skrócono także bieg w kombinacji, z 18 na 15 km. W mistrzostwach zadebiutował Związek Radziecki.

## Biegi narciarskie

### Biegi narciarskie mężczyzn
| Konkurencja        | Data           | Złoto                                                                    | Srebro                                                                       | Brąz                                                                      |
| ------------------ | -------------- | ------------------------------------------------------------------------ | ---------------------------------------------------------------------------- | ------------------------------------------------------------------------- |
| 15 km              | 16 lutego 1954 | Veikko Hakulinen                                                         | Arvo Viitanen                                                                | August Kiuru                                                              |
| 30 km              | 18 lutego 1954 | Władimir Kuzin                                                           | Veikko Hakulinen                                                             | Martti Lautala                                                            |
| 50 km              | 20 lutego 1954 | Władimir Kuzin                                                           | Veikko Hakulinen                                                             | Arvo Viitanen                                                             |
| Sztafeta 4 × 10 km | 21 lutego 1954 | Finlandia August Kiuru · Tapio Mäkelä · Arvo Viitanen · Veikko Hakulinen | ZSRR Nikołaj Kozłow · Fiodor Terentiew · Aleksiej Kuzniecow · Władimir Kuzin | Szwecja Sune Larsson · Sixten Jernberg · Arthur Olsson · Per-Erik Larsson |

### Biegi narciarskie kobiet
| Konkurencja       | Data           | Złoto                                                             | Srebro                                                       | Brąz                                                       |
| ----------------- | -------------- | ----------------------------------------------------------------- | ------------------------------------------------------------ | ---------------------------------------------------------- |
| 10 km             | 19 lutego 1954 | Liubow Kozyrewa                                                   | Siiri Rantanen                                               | Mirja Hietamies                                            |
| Sztafeta 3 × 5 km | 21 lutego 1954 | ZSRR Lubow Kozyriewa · Margarita Maslennikowa · Walentina Cariowa | Finlandia Sirkka Polkunen · Mirja Hietamies · Siiri Rantanen | Szwecja Anna-Lisa Eriksson · Märta Norberg · Sonja Edström |

## Kombinacja norweska
| Konkurencja         | Data           | Złoto            | Srebro           | Brąz            |
| ------------------- | -------------- | ---------------- | ---------------- | --------------- |
| Zawody indywidualne | 13 lutego 1954 | Sverre Stenersen | Gunder Gundersen | Kjetil Mårdalen |

## Skoki narciarskie
| Konkurencja                   | Data           | Złoto             | Srebro          | Brąz        |
| ----------------------------- | -------------- | ----------------- | --------------- | ----------- |
| Duża skocznia – indywidualnie | 15 lutego 1954 | Matti Pietikäinen | Veikko Heinonen | Bror Östman |

## Klasyfikacja medalowa
| #  | Reprezentacja | Złoto | Srebro | Brąz | Razem |
| -- | ------------- | ----- | ------ | ---- | ----- |
| 1. | ZSRR          | 4     | 1      | 0    | 5     |
| 2. | Finlandia     | 3     | 6      | 4    | 13    |
| 3. | Norwegia      | 1     | 1      | 1    | 3     |
| 4. | Szwecja       | 0     | 0      | 3    | 3     |